# Telltale Tool
Telltale Tool est le moteur graphique de l'entreprise Telltale Games pour ses jeux point-and-click.